# Antoine de Saint-Exupéry
Antoine de Saint-Exupéry (Lyon, França, 29 de junho de 1900 — Mar Mediterrâneo, 31 de julho de 1944), nascido Antoine-Marie-Roger de Saint-Exupéry, foi um escritor, ilustrador e piloto francês, internacionalmente reconhecido pelo seu livro Le Petit Prince, provavelmente a obra infantil mais celebrada da história.

## Biografia
Interessado em mecânica, estudou no colégio jesuíta de Notre-Dame, em Le Mans, de 1909 a 1914. Neste ano, juntamente com seu irmão François, transferiu-se para o colégio dos Marianistas, na Suíça, onde permaneceu até 1917. Em abril de 1921, inicia o serviço militar no 2.º Regimento de Aviação de Estrasburgo, depois de reprovado nos exames para admissão da Escola Naval.
Em 17 de junho obtém em Rabat, para onde fora mandado, o brevê de piloto civil. Em 1922 já é piloto militar brevetado, com o posto de subtenente da reserva. Em 1926, recomendado por um amigo, o Abade Sudour, é admitido na Sociedade das linhas Latécoère (que no ano seguinte mudou de nome para Aéropostale), onde começa então sua carreira como piloto de linha, voando entre Toulouse, Casablanca e Dacar, na mesma equipe dos pioneiros Vacher, Mermoz, Guillaumet e outros. Foi por essa época, quando chefiou o posto de Cabo Juby, no sul de Marrocos e uma colónia espanhola, que os mouros lhe deram o cognome de senhor das areias. Durante os quais escreveu o romance Courrier sud ("Correio do Sul") e negociou com as tribos mouras a libertação de pilotos que tinham sido detidos após acidentes ou aterragens forçadas.

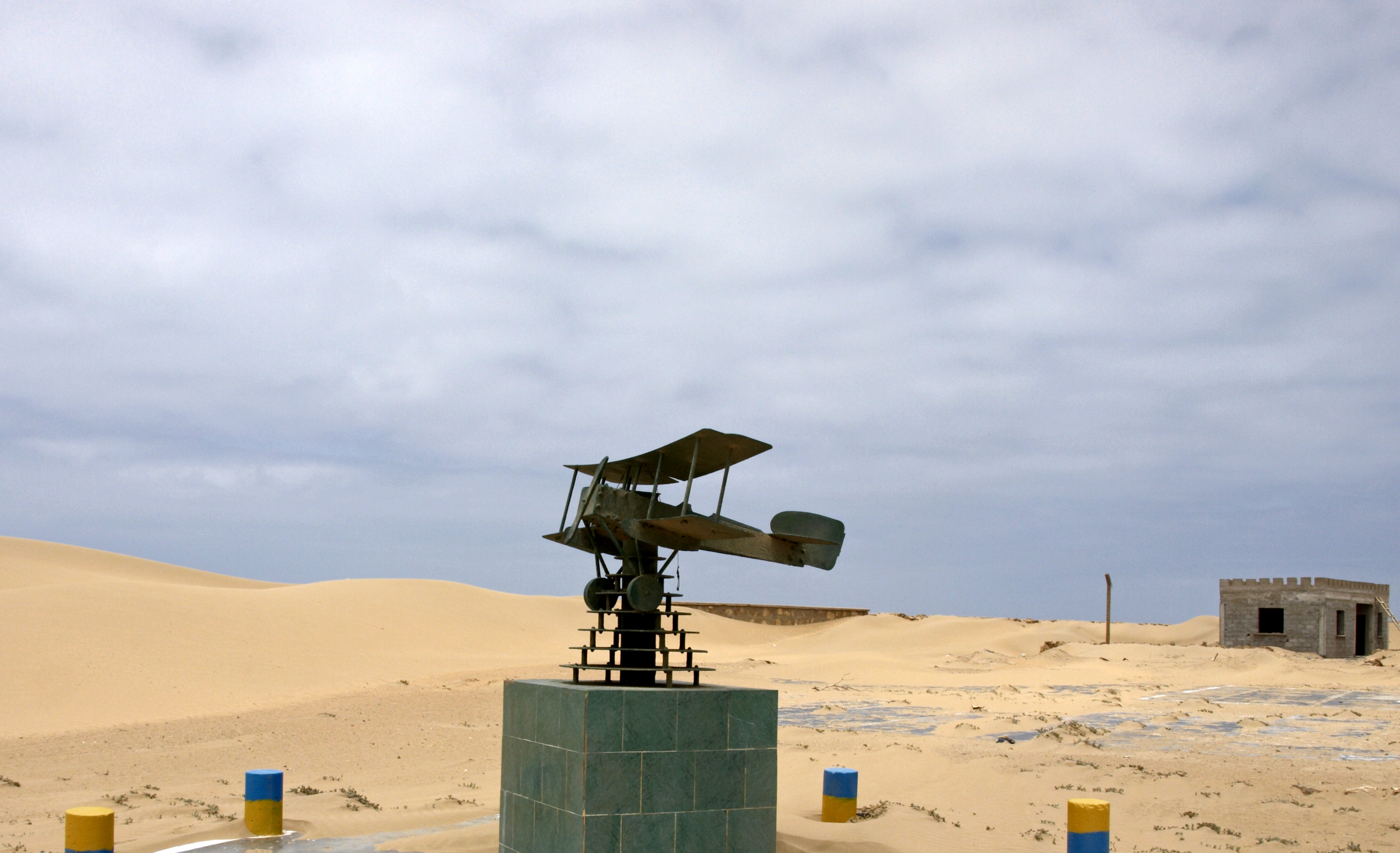
Monumento a Saint-Exupéry em Tarfaya (Cabo Juby), Marrocos, uma das escalas da Aéropostale

Após quase 25 meses na América do Norte, Saint-Exupéry retornou à Europa para voar com as Forças Francesas Livres e lutar com os Aliados num esquadrão do Mediterrâneo. Com 43 anos, ele era mais velho que a maioria dos homens designados para a função, e sofria de dores, devido às suas muitas fraturas. Ele foi designado para pilotar aviões [[Lockheed P-38 Lightning|P-38 Lightning].
A última tarefa de Saint-Exupéry foi recolher informação sobre os movimentos de tropas alemãs em torno do Vale do Ródano antes da invasão aliada do sul da França. No dia 31 de julho de 1944, ele partiu de uma base aérea na Córsega e não retornou. Uma mulher relatou ter visto um acidente de avião em torno de meio-dia de 1 de agosto, perto da Baía de Carqueiranne, Toulon. Um corpo não identificável usando cores francesas foi encontrado vários dias depois a leste do arquipélago de Frioul, ao sul de Marselha, e enterrado em Carqueiranne. Em 3 de novembro, em homenagem, recebeu as maiores honras do exército.
O alemão Horst Rippert assumiu ser o autor dos tiros responsáveis pela queda do avião e disse ter lamentado a morte de Saint-Exupéry. Em 1998, um pescador de Marselha, Jean Claude Bianco, pescou uma pulseira prateada, com o nome de Antoine de Saint Exupéry e da mulher inscritos. Luc Vanrell, arqueólogo submarino, iniciou uma busca que duraria 10 anos e viria a revelar os destroços de dois aviões — um Messerschmitt do príncipe alemão zu Bentheim uns Steinfurt, e o P-38 Lightning de Saint-Exupéry. Uma parte do aparelho encontra-se hoje no Museu do Ar e do Espaço de Le Bourget. Seu corpo não foi encontrado.

## Obras
As suas obras são caracterizadas por alguns elementos como a aviação e a guerra. Também escreveu artigos para várias revistas e jornais da França e doutros países, sobre muitos assuntos, como a guerra civil espanhola e a ocupação alemã da França.
De sua obra destaca-se Le Petit Prince (O Pequeno Príncipe [BR]  / O Principezinho [PT] ), de 1943, um  livro de grande sucesso de Saint-Exupéry, que vendeu mais de 200 milhões de exemplares em todo o mundo. O autor, no entanto, morreria um ano depois da publicação do livro e não testemunhou o seu sucesso.
Le Petit Prince pode parecer simples, porém apresenta personagens plenos de simbolismos: o rei, o contador, o geógrafo, a raposa, a rosa, o adulto solitário e a serpente, entre outros. O personagem principal vivia sozinho num planeta do tamanho de uma casa que tinha três vulcões, dois ativos e um extinto. Tinha também uma flor, uma formosa flor de grande beleza e igual orgulho. Foi o orgulho da rosa que arruinou a tranquilidade do mundo do pequeno príncipe e o levou a começar uma viagem em busca de amigos, que o trouxe finalmente à Terra, onde encontrou diversos personagens a partir dos quais conseguiu repensar o que é realmente importante na vida.
O romance mostra uma profunda mudança de valores, e sugere ao leitor quão equivocados podem ser os nossos julgamentos, e como eles podem levar-nos à solidão. O livro leva-nos à reflexão sobre a maneira de nos tornarmos adultos, entregues às preocupações diárias, e esquecidos da criança que fomos e somos.
| “ | Aqueles que passam por nós não vão sós, não nos deixam sós. Deixam um pouco de si, levam um pouco de nós. A perfeição não é alcançada quando não há mais nada a ser incluído, mas sim quando não há mais nada a ser retirado. Só se vê bem com o coração. O essencial é invisível aos olhos. | ” |
|   | — Antoine de Saint-Exupéry. |   |

## Livros
| nº série | Título original   | Título em Português                            | Tradução                                    | Ano             | Editora                                                                            |
| -------- | ----------------- | ---------------------------------------------- | ------------------------------------------- | --------------- | ---------------------------------------------------------------------------------- |
| 1        | L'Aviateur        | O aviador                                      | Helaíne H. S. Machado                       | 1926            | Babelclub                                                                          |
| 2        | Courrier sud      | Correio do Sul                                 | Pierre Santos                               | 1929            | Nova Fronteira                                                                     |
| 3        | Vol de nuit       | Voo Noturno                                    | Sandra Guimarães; Ivone Benedetti           | 1931            | Nova Fronteira; Via Leitura; L & PM, Difel: Difusão Europeia do Livro; Rio Gráfica |
| 4        | Terre des hommes  | Terra dos Homens                               | Rubem Braga; Júlia da Rosa Simões           | 1939            | Nova Fronteira; Via Leitura                                                        |
| 5        | Pilote de guerre  | Piloto de Guerra                               | Mônica Cristina Correia                     | 1942            | Companhia das Letras                                                               |
| 6        | Le Petit Prince   | O Pequeno Príncipe [BR] / O Principezinho [PT] | Marcos Barbosa; Frei Betto; Denise Botmann  | 1943            | Agir; Fundação para o livro do cego; Rocco Digital; Novo Século                    |
| 7        | Lettre à un otage | Carta a um refém                               | Mônica Cristina Correia                     | 1943/1944       | Companhia das Letras                                                               |
| 8        | Citadelle         | Cidadela                                       | Ruy Bello                                   | 1948 (póstumo)  | Quadrante Editorial Aster                                                          |
| 9        | Lettres à sa mère | Cartas a sua mãe ou Cartas à mãe               | Maria Lucia Autran Dourado; Narcelli Piucco | (1955, póstumo) | Nova Fronteira; Via Leitura                                                        |